# Legend of Grimrock
Legend of Grimrock (tradução, A Lenda de Grimrock) é um videogame de RPG de ação desenvolvido e publicado pela Almost Human. A obra é um jogo em 3D de exploradores de masmorra em tempo real baseado no jogo Dungeon Master de 1987. Originalmente foi lançado para Windows em abril de 2012, depois em dezembro de 2012 ganhou uma versão para macOS e Linux e em maio de 2015 para iOS.
Legend of Grimrock foi o primeiro jogo da Almost Human, uma empresa independente formada em fevereiro de 2011 por quatro desenvolvedores finlandeses, que financiou a obra. Uma continuação, Legend of Grimrock II, foi lançada em outubro de 2014.

## O jogo

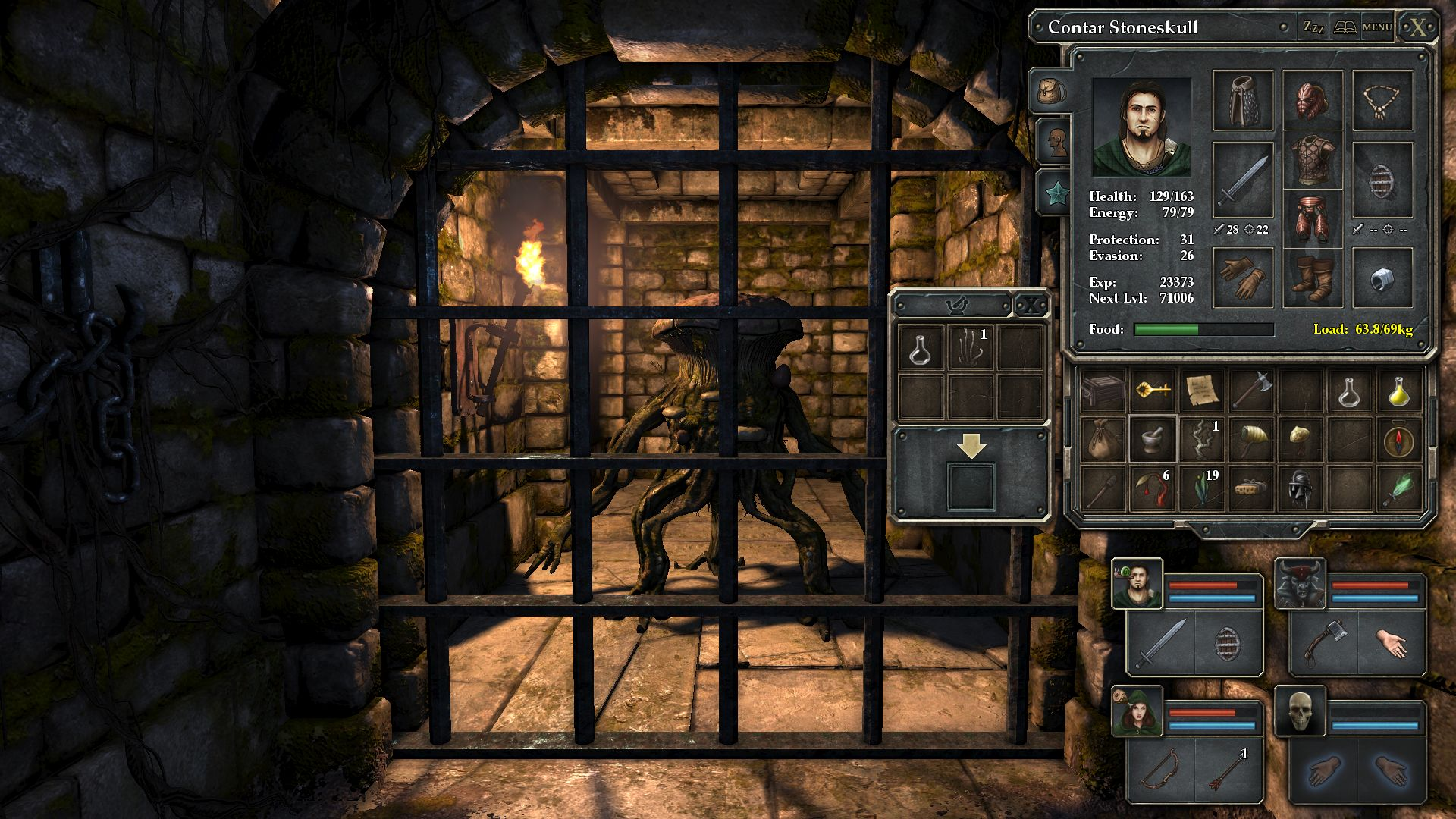
Uma captura de tela do jogo com o inventário aberto de um membro do grupo

Legend of Grimrock é um jogo de RPG de ação em primeira pessoa baseado em ladrilhos e em tempo real. Os jogadores controlam um grupo de um a quatro personagens que se movimentam por uma masmorra. Esse é um estilo de jogo popular entre os jogos de RPG do anos 90, tais como Dungeon Master e Eye of the Beholder, os quais foram uma grande inspiração para o Legend of Grimrock.
O jogo consiste em uma combinação de solução de enigmas e combate. Os personagens do grupo ganham experiência matando as criaturas da masmorra, o que aumenta seu nível e habilidades, e que permite melhorar as aptidões no combate e lançar novas magias. Os equipamentos são obtidos explorando e solucionando enigmas pela masmorra. Existem muitos enigmas difíceis no decorrer do jogo que foram feitos como bônus e são opcionais para o desenvolvimento da missão, mas dão itens e equipamentos melhores.
Para fazer uma referência às raízes clássicas dos jogos nesse estilo, o jogador tem a opção de escolher o "modo tradicional" no início do jogo. Nesse modo o sistema de mapa do jogo é desativado e toda a navegação e memorização dos caminhos da masmorra ficam a cargo somente do jogador. Isso é uma referência aos jogos dos anos 90, no qual Grimrock é baseado. O manual digital do jogo contém uma planilha em grades que incentiva o jogador a traçar o seu percurso durante o jogo até o final.

## A história do jogo

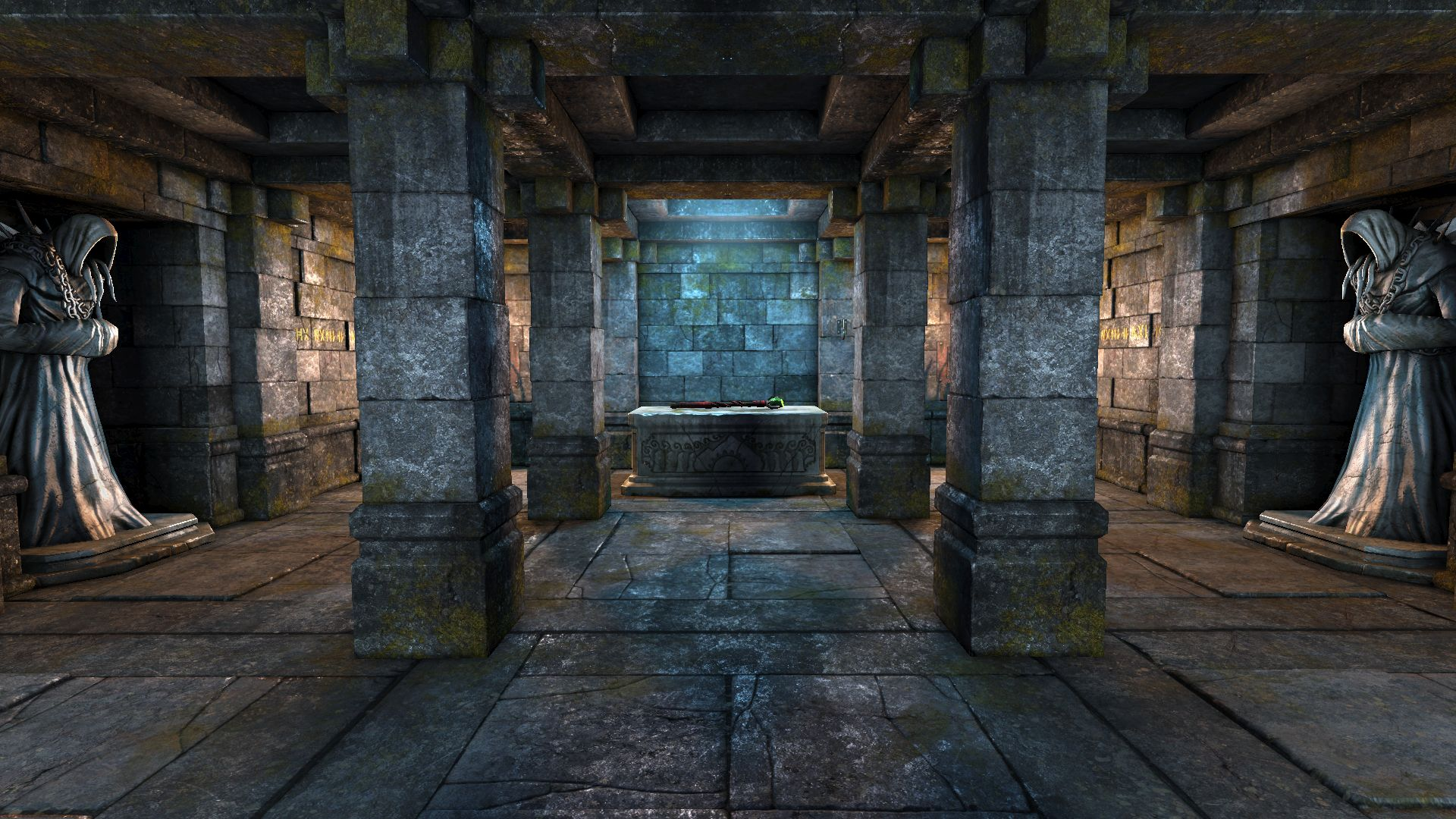
Captura de tela de Legend of Grimrock mostrando uma sala do altar

No topo do Monte Grimrock, um dirigível está levando um grupo de prisioneiros escoltados por cavaleiros armados. Os prisioneiros, sentenciados pela "corte" por crimes contra o Rei, foram condenados a serem jogados em uma cova no Monte Grimrock, o que iria perdoar seus crimes. Porém, nenhum prisioneiro perdoado dessa maneira jamais voltou.
Depois de serem trancados dentro da montanha, os prisioneiros começam a descer através dos níveis da masmorra de Grimrock, guiados por uma voz do além que aparece durante o sono deles prometendo que a saída para ela e o grupo está no final da masmorra. O grupo também encontra bilhetes de um antigo viajante que havia estado ali chamado Toorum, que além de dar pistas para alguns enigmas e equipamentos escondidos, fala sobre sua experiência com os tremores constantes da masmorra e que ela aparentemente foi projetada para ser atravessada "de cima para baixo".
Finalmente o grupo chega ao último nível, indicado como a "Prisão". Lá dentro, a voz instrui o jogador a reconstruir uma máquina quebrada que irá ativar um portal para fora da masmorra. Porém, depois de montar e consertar todas as partes, o jogador descobre que a voz vinha da própria máquina, que se transforma num cubo mecânico gigante e tenta exterminar o grupo. Escapando através de um portal, o grupo encontra a tumba dos criadores da masmorra de Grimrock. Lá eles deixaram pergaminhos explicando o propósito daquela máquina, que eles chamavam de "o Imortal" até que "as engrenagens no tempo finalmente descansem". Na tumba eles também encontram uma arma feita para ser usada no evento quando o Imortal escapar da sua prisão.
Com essa arma, que temporariamente desorienta a máquina, o grupo desmonta as partes do Imortal que eles consertaram e dão o golpe final usando um feitiço de raio. Finalmente o Imortal explode e se despedaça, provocando outro tremor que faz a montanha desmoronar. As últimas cenas mostram o grupo correndo por um corredor de pedras, antes de um feixe de luz azul explodir de dentro do Monte Grimrock e subir ao céu. Tudo o que resta do Monte Grimrock é uma cratera gigante, o destino dos prisioneiros desconhecidos.

## Desenvolvimento e lançamento
Em 2001 Legend of Grimrock começou como uma cópia fangame de Dungeon Master chamado Dungeon Master 2000 desenvolvido por um ex-programador de demoscenes da AMIGA. Depois disso foi renomeado para Escape from Dragon Mountain e lançado em sua versão final em 2004. No começo de 2011 os desenvolvedores decidiram expandir o projeto e deixar de ser uma cópia para se tornar um jogo realmente comercial. Eles também se inspiraram em outros jogos, como Eye of the Beholder e Ultima Underworld. Criaram uma companhia de jogos independente chamada "Almost Human" localizada em Matinkylä, Espoo na Finlândia. Os quatros fundadores deixaram a indústria de videogames finlandesa (Remedy Entertainment, Futuremark) e começaram a trabalhar no jogo, agora chamado Legend of Grimrock, em tempo integral. Eles criaram um fórum e um blog que sempre mantinham atualizado.
O jogo foi lançado pela primeira vez para Windows em 11 de abril de 2012 em versões gratuitas de GDD no site dos desenvolvedores e no GOG.com, além de uma versão para Steam. Em 4 de outubro de 2012, com o lançamento do patch 1.3.1, um editor foi incluído ao jogo o que permitiu a criação de masmorras e conteúdos pelo próprio usuário, criando um comunidade de mods bem ativa. Em 19 de dezembro de 2012, o jogo foi lançado como parte do Humble Indie Bundle 7 incluindo a portabilidade do jogo para Mac OS e Linux. Enquanto a portabilidade para Mac e Linux foi lançado em dezembro de 2012, a versão para iOS não saiu até maio de 2015. Em 2014 uma série de live-action, ambientada no universo de Grimrock, foi financiada pela Wayside Creations (os criadores de Fallout: Nuka Break), mas nunca foi produzida.
Em 15 de outubro de 2014 foi lançado uma sequência, o Legend of Grimrock II.

## Aceitação
O jogo foi bem recebido tanto por críticos quanto por jogadores, conseguindo uma média de 82 de 49 das avaliações no Metacritic. Em geral, os críticos elogiavam o jogo por recriar fielmente um RPG tradicional nos dias de hoje.
A GameSpy deu uma avaliação de 4,5/5, dizendo que "a melhor coisa sobre o Grimrock são os enigmas, que muitos desenvolvedores de RPG abandonaram nessa era de dicas e guias da internet". Destructoid's Patrick Hancock avaliou o jogo em 95/100, afirmando que "Grimrock traz uma nostalgia que se encaixa perfeitamente nos dias de hoje". Edge disse que o jogo não foi "uma carta de amor ao Dungeon Master", mas "quase uma cópia", e acrescentou "Legend of Grimrock replica fielmente um clássico dos jogos, trazendo nostalgia a todos que jogaram o original, e é um teste para a atemporalidade de um jogo quase universalmente amado".
Alguns críticos tiveram comentários negativos sobre o sistema de combate do jogo. Jon Blyth da PC Gamer elogiou o renascimento de um clássico de Dungeon Master, mas comentou sobre a "explorabilidade" da IA do inimigo, dizendo que "nenhum inimigo sozinho, não importa o quão difícil seja, pode ser vencido por uma série de golpes covardes e esquivas". Com a avaliação de 7,25/10, a Game Informer também declarou que embora a produção moderna de um jogo tradicional fosse um "lindo casamento", ele pecou no "monstro preguiçoso que encoraja o comportamento chato, mecânico e abusivo de alguns jogadores, o que é uma grande ofensa no mundo dos RPGs de cooperação".
Em janeiro de 2013, a Almost Human anunciou que o jogo vendeu mais de 600 mil cópias. Em outubro de 2014, vendeu mais de 900 mil cópias.
Em 2017, o jogo entrou para uma lista de 100 jogos finlandeses, que foi apresentado na abertura do Museu Finlandês de Jogos em Tampere.